# مالکوم استوارت بویلان
مالکوم استوارت بویلان (انگلیسی: Malcolm Stuart Boylan؛ ‏ ۱۳ آوریل ۱۸۹۷ – ۳ آوریل ۱۹۶۷) فیلم‌نامه‌نویس اهل ایالات متحده آمریکا بود.
از فیلم‌هایی که وی در آن‌ها نقش داشته‌است، می‌توان به عشق پولی، بابای ناآرام، پسر قوی، ۳ مرد بد، یک یانکی در آکسفورد، آلاسکا و ملقب به آقای توآی‌لایت اشاره نمود.